# Maruina colombicana
Maruina colombicana és una espècie d'insecte dípter pertanyent a la família dels psicòdids que es troba a Sud-amèrica: Colòmbia.